# غوستافو مينسيا
غوستافو مينسيا (بالإسبانية: Gustavo Mencia) (6 يوليو 1988 في باراغواي - ) هو لاعب كرة قدم باراغواياني في مركز الدفاع. شارك مع منتخب باراغواي لكرة القدم. أما مع النوادي، فقد لعب مع أوليمبيا أسونسيون وسبورتيفو لوكوينو ونادي ليبرتاد ونادي 3 فبراير.

## وصلات خارجية
- غوستافو مينسيا على موقع قاعدة بيانات كرة القدم.إي يو (الإنجليزية)
- غوستافو مينسيا على موقع ناشيونال فوتبول تيمز (الإنجليزية)
- غوستافو مينسيا على موقع Soccerway.com (الإنجليزية)
- غوستافو مينسيا على موقع AS.com (الإسبانية)